# 天城高原インターチェンジ
天城高原インターチェンジ（あまぎこうげんインターチェンジ）は、静岡県伊豆市にある伊豆スカイラインのインターチェンジである。伊豆スカイラインの終点。

## 接続する道路
- 伊豆スカイライン
- 静岡県道111号遠笠山道路

## 周辺
- 天城東急リゾート
  - 東急天城高原別荘地
- 大室山
- 伊豆シャボテン公園
- 伊豆ぐらんぱる公園
- 国道135号

## 隣
伊豆スカイライン
冷川IC - 天城高原IC